# Йёргенсен, Сигурд
Сигурд Герсдорф Йёргенсен (норв. Sigurd Gersdorf Jørgensen; 15 декабря 1887, Берген — 14 декабря 1929, Берген) — норвежский гимнаст, чемпион летних Олимпийских игр 1912 года в командном первенстве по произвольной системе. Выступал за клуб «Бергенс».